# Sophie Bolander
Sophie Christina Mathilda Bolander, född 28 januari 1807 i Göteborg, död där 2 juni 1869, var en svensk novell- och romanförfattare. Hon var främst känd för sina verk om uppfostran av flickor in i den samtida kvinnorollen.

## Biografi
Sophie Bolander var dotter till färgfabrikören Gustav Erik Bolander (d. 1826) och Johanna Kristina Carlström. Efter faderns död bodde hon länge hos sin förmögne bror. Hon var guvernant hos familjen Posse 1838–1844 och undervisade från 1845 till 1855 som musiklärare vid Kjellbergska flickskolan i Göteborg.
Under 1850-talet gick flera av hennes romaner och noveller som följetonger i tidningar som Göteborgs handels- och sjöfartstidning, Post- och inrikes tidningar och Aftonbladet. Hennes antiaristokratiska roman Trolldomstecknet betraktas som en av Sveriges första tendensromaner.
Sophie Bolander är främst känd för sitt intresse för könsfrågor. Hon vände sig emot samtidens ytliga och konstlade bildning av flickor och ansåg att de borde få en mer seriös utbildning, men inte för att kunna yrkesarbeta utan för att utveckla sig privat och bättre kunna uppfylla sin roll som hustru och mor. I sin strävan att förbättra kvinnors utbildning hade hon samma mål som Fredrika Bremer, men denna påpekade att Bolander endast följde henne halvvägs, eftersom Bremer ville att denna utbildning skulle leda till yrkesarbete och en offentlig och självständig roll för kvinnor, vilket Bolander opponerade sig mot.

## Verk (urval)
- Tante Agnetas aftonberättelser för sina unga vänner, 1840
- Qvinnan med förmyndare, 1842 ( titeln polemisk mot Amelie von Strussenfelts Qvinnan utan förmyndare)
- Modern i hemmet – Eller några tankar rörande uppfostran, 1844
- Trolldomstecknet, 1845
- Några små äktenskaps-skizzer, 1857